# Nieftiechimik Niżniekamsk (hokej na lodzie)
Nieftiechimik Niżniekamsk (ros. Нефтехимик Нижнекамск) – rosyjski klub hokeja na lodzie z siedzibą Niżniekamsku.

## Historia
Klub został założony został 23 października 1968. W sezonie 2008/2009 zajął 14. miejsce (dotarł do 1/8 finału). W sezonie 2009/2010 został sklasyfikowany na 6. miejscu (dotarł do 1/4 finału). Sezon 2010/2011 drużyna ukończyła na 15. miejscu. Odpadła w 1/8 finału ulegając Awangardowi Omsk 3:4 (Nieftiechimik prowadził w meczach już 3:1 i w piątym meczu wygrywał 2:1 na siedem minut przed końcem meczu - jednak ostatecznie przegrał rywalizację). W sezonie KHL (2011/2012) klub nie zdołał awansować do fazy play-off i został sklasyfikowany na 18. miejscu w całej lidze (na 23 drużyny). W sezonie 2012/2013 drużyna odpadła w 1/8 finału ligi z Ak Barsem Kazań 0:4, została sklasyfikowana na 14. miejscu w lidze.
Zespołami farmerskimi Nieftiechimika zostały drużyny występujące w WHL: Ariada-Akpars Wołżsk, Dizel Penza, Kristałł Saratów. Drużyną juniorską został Rieaktor Niżniekamsk występujący w rozgrywkach MHL.
Jako logo klubu wykorzystano symbol znany jako triquetra, zapożyczony od miejscowego koncernu Nieftiechim.
20 października 2019 nowym dyrektorem klubu został ogłoszony Igor Łarionow.

## Sukcesy
- Złoty medal wyższej ligi: 1995
- Awans do Superligi: 1995
- Puchar Tatrzański: 2003

## Szkoleniowcy
W przeszłości trenerami Nieftiechimika byli:

- Nikołaj Sołowjow (15.01.1995-10.10.1995)
- Władimir Andriejew (10.10.1995-19.10.1998)
- Aleksandr Sokołow (19.10.1998-04.04.199)
- Nikołaj Sołowjow (15.04.1999-30.04.2000)
- Władimir Gołubowicz (01.06.2000-15.11.2001)
- Władimir Krikunow (31.12.2001-01.05.2004)
- Wsiewołod Ełfimow (01.06.2004-01.04.2006)
- Giennadij Syrcow (01.04.2006-08.02.2007)
- Giennadij Cygurow (02.04.2007-10.02.2008)
- Władimir Krikunow (10.02.2008-30.06.2011)
- Aleksandr Smirnow (01.07.2011-17.11.2011)
- Władimir Gołubowicz (18.11.2011-30.04.2013)
- Władimir Krikunow (01.05.2013-31.10.2013)
- Dmitrij Bałmin (31.10.2013-30.06.2014)
- Kari Heikkilä (01.07.2014-15.10.2014)
- Rafik Jakubow p.o. (16.10.2014-12.11.2014)
- Władimir Krikunow (13.11.2014-17.01.2016)
- Jewgienij Popichin (18.01.2016-03.10.2016)
- Nikołaj Sołowjow (04.10.2016-28.10.2016)
- Andriej Nazarow (10.2016-12.2018)
- Wiaczesław Bucajew (12.2018-04-2021)
- Igor Leontjew (05.2021-)

Od listopada 2011 do kwietnia 2013 trenerem drużyny był Władimir Gołubowicz, a jego asystentem Rawil Jakubow. Od 1 maja 2013 nowy szkoleniowcem został ponownie Władimir Krikunow (asystentem Iwan Kriwonosow). Pod koniec października 2013 Krikunow został zwolniony, a jego miejsce zajął Dmitrij Bałmin. W lutym 2014 konsultantem trenerskim w klubie został Fin Kari Heikkilä. Od początku sezonu 2014/2015 był trenerem, zwolniony w połowie października 2014. W listopadzie 2014 trenerem został ponownie W. Krikunow. Jego asystentami zostali Jewgienij Popichin, Aleh Mikulczyk, Farit Zakirow. W grudniu 2015 do sztabu trenerskiego dołączył Nikołaj Zawaruchin. W październiku 2016 pierwszym trenerem został Nikołaj Sołowjow, a jego asystentami Siergiej Szepielew i Farit Zakirow. Pod koniec października 2016 nowym trenerem został Andriej Nazarow, który w lutym 2017 przedłużył kontrakt. W grudniu 2018 zwolniono Nazarowa, a nowym trenerem został Wiaczesław Bucajew. Od początku stycznia 2019 do początku sierpnia 2020 w sztabie trenerskim był Boris Mironow. W marcu 2021 poinformowano o przedłużeniu z nim kontaktu, a w kwietniu 2021 o odejściu ze stanowiska. 1 maja 2021 nowym szkoleniowcem został ogłoszony Igor Leontjew. Do jego sztabu weszli Słowak Marcel Ozimak, Robiert Charisow, Aleksiej Mitroszyn. 
W czerwcu 2025 trenerem został Igor Griszyn.